# Zlatý kůň
Der Zlatý kůň (deutsch wörtlich: Goldenes Pferd) ist ein Berg im Böhmischen Karst bei Koněprusy in Tschechien. Bis in die 1950er Jahre war der Berg ein Zentrum des Kalkabbaues, seit 1973 steht er auf 37 Hektar als Nationales Naturdenkmal (Národní přírodní památka) unter Naturschutz. Bekannt ist die in der Südflanke gelegene, 1950 bei Steinbrucharbeiten gefundene Karsthöhle Koněpruské jeskyně.

## Lage und Umgebung
Der Berg erhebt sich im Westen des Böhmischen Karstes, etwa fünf Kilometer südlich von Beroun. Nördlich, unmittelbar an der Schulter des Berges befindet sich die kleine Gemeinde Koněprusy, südlich der Großsteinbruch („Velkolom“) Čertovy schody. Im Westen liegt das Tal des Suchomastský potok, ein rechter Nebenfluss der Litavka.
Benachbarte Berge sind der Velký vrch im Norden, der Kobyla im Osten, der Újezdce im Süden sowie (jenseits des Suchomastský potok) der Koukolova hora im Westen.

## Geschichte

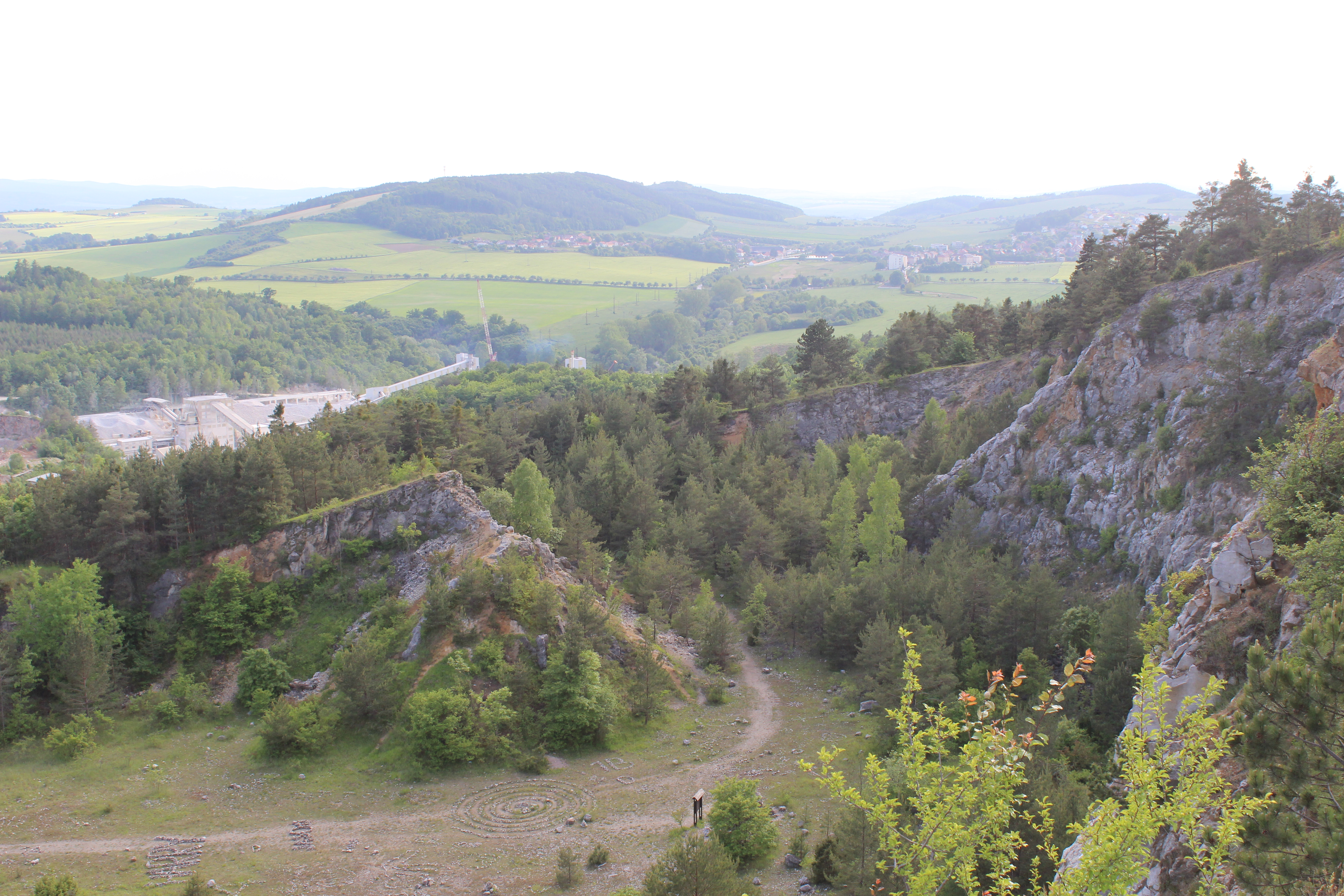

Die Geschichte der Kalkgewinnung am Zlatý kůň begann am Ende des 19. Jahrhunderts. Die Königshofer Zementfabrik AG (Královodvorská cementárna) begann 1891 im Císařský lom an der Westseite mit dem industriellen Abbau für die Zementproduktion. Weitere kleinere Steinbrüche entstanden an der Südseite. Am 9. Mai 1898 nahm die Kleinbahn Königshof–Beraun–Koněprus (Drobná dráha Králův Dvůr–Beroun–Koněprusy) ihren Betrieb auf. Sie verband die Kalkbrüche am Zlatý kůň mit der Zementfabrik in Königshof. Der Endpunkt der Strecke befand sich im Steinbruch V Žabce, das Bergmassiv selbst wurde in einem 246 Meter langen Tunnel unterquert.

## Koněprusy-Höhlen
Das Ende der Kalkförderung am Zlatý kůň kam mit der Entdeckung der Karsthöhlen im Steinbruch Zlatý koník am 14. September 1950. Danach konzentrierte sich die Kalkförderung mehr an der Westseite am Císařský lom, wo der Großsteinbruch Čertovy schody aufgeschlossen wurde. Die Koněprusy-Höhlen (Koněpruské jeskyně) wurden 1959 als Schauhöhlen für die Öffentlichkeit zugänglich gemacht. Dafür entstand auf dem Bergplateau die nötige Infrastruktur, wie ein Parkplatz und ein Kassenhäuschen. Im Jahr 1962 stellte die Kleinbahn ihren Betrieb ein.
1950 wurden in der Höhle Teile eines Skeletts und ein weitgehend kompletter Schädel einer Frau aus der Altsteinzeit gefunden. 2021 stellte sich nach einer Analyse des Genoms heraus, dass es sich mit einem Alter von mehr als 45.000 Jahren um den Fund des ältesten Individuums des modernen Menschen (Homo sapiens) in Europa handelt.

## Naturschutz
Am 29. Dezember 1972 wurden 37,05 Hektar des Berges als Nationales Naturdenkmal (Národní přírodní památka) unter Naturschutz gestellt.

## Flora
Bekannt ist der Berg vor allem für seine Wärme und Trockenheit liebende Vegetation. Typische Pflanzenarten sind unter anderem: Österreichischer Drachenkopf (Dracocephalum austriacum), Dreifinger-Steinbrech (Saxifraga tridactylites), Wiesen-Kuhschelle (Pulsatilla pratensis), Früher Ehrenpreis (Veronica praecox), Dunkles Hornkraut (Cerastium pumilum), Berg-Steinkraut (Alyssum montanum), Erd-Segge (Carex humilis) und Sand-Fingerkraut (Potentilla arenaria).